# Włoscy posłowie do Parlamentu Europejskiego 2024–2029
Włoscy posłowie X kadencji do Parlamentu Europejskiego zostali wybrani w wyborach przeprowadzonych 8 i 9 czerwca 2024, w których wyłoniono 76 deputowanych.

## Posłowie według list wyborczych
Bracia Włosi
- Sergio Berlato
- Stefano Cavedagna
- Carlo Ciccioli
- Alessandro Ciriani
- Giovanni Crosetto
- Elena Donazzan
- Carlo Fidanza
- Pietro Fiocchi
- Alberico Gambino
- Chiara Maria Gemma[2]
- Paolo Inselvini[2]
- Lara Magoni
- Mario Mantovani
- Giuseppe Milazzo
- Denis Nesci
- Michele Picaro
- Daniele Polato[2]
- Nicola Procaccini
- Ruggero Razza[2]
- Antonella Sberna
- Marco Squarta
- Francesco Torselli[2]
- Francesco Ventola
- Mariateresa Vivaldini

Partia Demokratyczna
- Lucia Annunziata
- Brando Benifei
- Stefano Bonaccini
- Annalisa Corrado
- Antonio Decaro
- Giorgio Gori
- Elisabetta Gualmini
- Camilla Laureti
- Giuseppe Lupo[3]
- Pierfrancesco Maran[4]
- Alessandra Moretti
- Dario Nardella
- Pina Picierno
- Matteo Ricci
- Sandro Ruotolo
- Cecilia Strada
- Marco Tarquinio[3]
- Irene Tinagli
- Raffaele Topo
- Alessandro Zan[4]
- Nicola Zingaretti

Forza Italia
- Caterina Chinnici[5]
- Salvatore De Meo[6]
- Marco Falcone
- Letizia Moratti
- Fulvio Martusciello
- Giuseppina Princi[6]
- Massimiliano Salini[6]
- Flavio Tosi[6]

Południowotyrolska Partia Ludowa
- Herbert Dorfmann

Liga
- Paolo Borchia[8]
- Susanna Ceccardi[8]
- Anna Maria Cisint
- Aldo Patriciello[8]
- Silvia Sardone
- Raffaele Stancanelli
- Isabella Tovaglieri
- Roberto Vannacci[8]

Ruch Pięciu Gwiazd
- Giuseppe Antoci
- Danilo Della Valle
- Mario Furore
- Carolina Morace
- Gaetano Pedullà
- Valentina Palmisano
- Dario Tamburrano
- Pasquale Tridico

AVS
- Ilaria Salis
- Cristina Guarda
- Mimmo Lucano
- Ignazio Marino
- Leoluca Orlando
- Benedetta Scuderi